# Афганистан на летних Олимпийских играх 1960
Афганистан принимал участие в Летних Олимпийских играх 1960 года в Риме (Италия) в четвёртый раз за свою историю, но не завоевал ни одной медали.
12 афганских спортсменов выступали в 2 видах спорта: лёгкая атлетика (5 человек) и вольная борьба (7 человек); все — мужчины. Самым юным из них был 18-летний Фаиз Мохаммад Хакшар — борец, выступающий в весовой категории до 52 кг. Самым старшим участником сборной был 35-летний борец Амир Ян Халунндер.
Лучшего результата среди участников афганской сборной добился борец Мохаммад Асиф Кохан, выступавший в весовой категории до 79 кг, он занял 12 место.
Абул Вардак соревновался в метании копья и в беге на 110 метров с барьерами. Также афганские легкоатлеты соревновались в забегах на 100, 200 и 400 метров, в эстафете 4х100 метров среди мужчин.

## Интересные факты
К летним Олимпийских играх 1960 года в Афганистане была выпущена почтовая марка, но изображала она не олимпийский вид спорта, а бузкаши.